# Orientierungsstudium
Der Begriff Orientierungsstudium beschreibt verschiedene Formen einer Orientierungsphase während oder nach der Schulzeit, vereinzelt auch nach Beruf und familiären Aufgaben. Ziel ist in der Regel die Vorbereitung auf ein Studium an einer Universität oder Hochschule, wobei der Fokus auf Orientierung im Bereich Studien- und Berufswahl liegt. Die Veranstaltungen finden normalerweise an Universitäten, Hochschulen oder an einem Kolleg statt. Unterscheiden lassen sich die verschiedenen Orientierungsstudienangebote durch ihren Inhalt, ihre Qualität sowie ihren Anbieter.

## Konzepte
Ein Orientierungsstudium kann unterschiedlich aufgebaut sein. Zum einen kann ein Orientierungsstudium einzelne, bereits bestehende Lehrveranstaltungen umfassen, die speziell für das Orientierungsstudium ausgesucht wurden, so z. B. an der Universität Bayreuth. Andererseits kann das Programm, wie an der Pädagogischen Hochschule Freiburg, auch aus Modulen bestehen, die speziell für das Orientierungsstudium konzipiert wurden. Eine Mischung aus systematischer Orientierung (durch ein Programm speziell konzipierter Veranstaltungen) und freier Orientierung (durch den Besuch regulärer Lehrveranstaltungen) bietet dagegen beispielsweise das Goethe-Orientierungsstudium an der GU Frankfurt, das sowohl die Geistes- und Sozialwissenschaften als auch die Natur- und Lebenswissenschaften umfasst. Neben Angeboten, die ein Semester dauern, gibt es auch einjährige Programme, wie etwa an der TU Berlin, der BTU Cottbus-Senftenberg der TU München, oder der Technischen Universität Hamburg die den Studierenden Einblicke in verschiedene naturwissenschaftlich-technische Studiengänge erlauben. Weitere Anbieter eines einjährigen Orientierungsstudiums sind zum Beispiel das Leibniz Kolleg und das Salem Kolleg, das mit der Universität Konstanz kooperiert, und dabei ein breiteres akademisches Spektrum abdeckt.
Das Orientierungsstudium lässt sich gliedern in ein Schnupperstudium in einem bestimmten Fach an einer Universität oder Hochschule, meist wenige Wochen oder Semester, in ein Orientierungsstudium in einem bestimmten Bereich, z. B. MINT (Mathematik, Informatik, Naturwissenschaft und Technik) oder in ein Orientierungsstudium als ganzheitlicher Ansatz, mit Studium Generale und je nach Ausrichtung frei wählbaren Schwerpunkten.
Am Salem Kolleg bezeichnet das Studium Generale ein Angebot zur Studienorientierung und zum Erlernen wissenschaftlichen Arbeitens in verschiedenen Fachbereichen. Das Salem Kolleg in Überlingen bietet im Rahmen des einjährigen Orientierungsstudiums neben dem Studium Generale, in welchem der Schwerpunkt auf den Natur-, Gesellschaft- und Geisteswissenschaften liegt, auch Outdoor-Leadership-Training und Persönlichkeitsbildung an. Ergänzt wird das Angebot durch die intensive Zusammenarbeit mit der Universität und Hochschule Konstanz. Das in drei Trimester gegliederte Orientierungsstudium erstreckt sich über den Zeitraum von September bis Juli und findet an einem modernen Campus am Bodensee, mit vielfältigen Sportmöglichkeiten, statt.
Die Orientierungsangebote der Alanus Hochschule für Kunst und Gesellschaft in Alfter bei Bonn und der Universität Witten/Herdecke bieten neben der fachlichen Orientierung zudem spezielle Veranstaltungen mit Informationen über Berufsperspektiven und Persönlichkeitsbildung an. Ein weiteres Element eines Orientierungsstudiums stellt das sogenannte „Job Shadowing“ dar, im Rahmen dessen Studierende bereits vor der Aufnahme eines Studiums praxisorientierte Einblicke im jeweiligen Berufsfeld sammeln.

### Weitere Hochschulen und Universitäten, die ein Orientierungsstudium anbieten
Die Hochschule Offenburg bietet seit 2011 mit startING ein Einstiegssemester an, bei dem sich Studierende noch nicht auf eine bestimmte Studienfachrichtung festlegen müssen. Umfassende Maßnahmen zur Studienfachorientierung (Exkursionen, Labore, Gesprächsrunden), sowie Vorlesungen in Grundlagenfächern ermöglichen eine nachhaltige Studienfachentscheidung und einen entzerrten Einstieg ins Technikstudium. Bei erfolgreicher Teilnahme gibt es eine Studienplatzgarantie im Wunschstudiengang.
Seit 2018 bietet die Technische Universität Kaiserslautern das TUKZero-Orientierungsstudium, welches es den Studierenden erlaubt, schon vor dem Studium diverse Studiengänge über die Zeitspanne eines Semesters zu besuchen.
Auch die Technische Universität Braunschweig bietet zum Wintersemester 2018/19 erstmals ein zweisemestriges Orientierungsstudium an, welches den Teilnehmerinnen und Teilnehmern einen Langzeit-Einblick in den Studienalltag verschiedener Studiengänge bietet und sie mit Seminaren und Kursen zu einer fundierten Studienwahl anleitet.
Die Hochschule Karlsruhe – Technik und Wirtschaft bietet seit dem Sommersemester 2019 das Orientierungssemester OSKAR an. OSKAR-Studierende erhalten durch den Besuch von regulären Vorlesungen, Laboren und Seminaren einen realistischen Eindruck eines Studiums. Auf dem Weg zu einer passenden Studienfachwahl setzen sich die Studierenden mit ihren Interessen, Werten und Zielen auseinander und sammeln Erfahrungen mit praxisrelevanten Themen im Rahmen eines Projekts.
Für (ehemalige) Schülerinnen und Schüler, die vor der Entscheidung stehen, ob sie ein Studium aufnehmen oder lieber eine Ausbildung machen möchten, erweitert die Hochschule Karlsruhe – Technik und Wirtschaft ab dem Sommersemester 2021 ihr Angebot und bietet die Möglichkeit im Rahmen des Orientierungssemester TWIN! beides auszuprobieren. Dadurch besuchen die Teilnehmenden sowohl Lehrveranstaltungen an der Hochschule Karlsruhe, als auch den Unterricht an einer Berufsschule und erleben die praktischen Anteile einer dualen Ausbildung in einem Betrieb oder in einer Lehrwerkstatt. TWIN! ist ein Kooperationsprojekt der Hochschule Karlsruhe und IHK Karlsruhe. Vergleichbare Programme zur Orientierung zwischen Ausbildung und Studium werden außerdem von der HTW Berlin (O ja! Orientierungsjahr, MINT-Schwerpunkt) sowie von der Hochschule Darmstadt (DasDoris!, Schwerpunkt Soziale Arbeit) angeboten.
Die Universität Potsdam bietet seit dem Wintersemester 2019/20 eine zweisemestrige Orientierungsphase an der Philosophischen Fakultät an. Die Studierenden können Sprachkurse sowie ausgewählte Basismodule fast aller Fächer der Fakultät besuchen, um im Anschluss eine begründete Entscheidung für einen Studiengang treffen zu können. Zudem gibt es ein eigenes Orientierungsmodul, in dem die Studierenden in einer Ringvorlesung und Tutorien einen Einblick in die unterschiedlichen Forschungsrichtungen und das wissenschaftliche Arbeiten erhalten.
An der Hochschule Albstadt-Sigmaringen gibt es seit Herbst 2020 ein Orientierungssemester, bei dem individuell Veranstaltungen aus allen Bachelorstudiengängen der Hochschule belegt werden können. Spezielle Orientierungsangebote bieten zusätzlich die Möglichkeit, einen tieferen Einblick in die einzelnen Studiengänge und deren Berufsperspektiven zu gewinnen. Im Orientierungssemester erworbene Creditpoints können bei erfolgreichem Abschluss für den anschließenden Bachelor angerechnet werden.

## Netzwerk Orientierungs(studien)programme
Um Orientierungsprogramme und Orientierungsstudienprogramme bekannter zu machen, sich untereinander auszutauschen und die Programme weiterzuentwickeln, hat sich in Deutschland das Netzwerk der Orientierungs(studien)programme gebildet. Es ist in der Deutschen Gesellschaft für Hochschuldidaktik (dghd) verankert. Die Mitglieder des Netzwerks tauschen sich regelmäßig aus und bieten Informationen auf einer Webseite, auf der Interessierte zu den verschiedenen Programmen recherchieren können.